# Saivres
Saivres ist eine französische Gemeinde mit 1.322 Einwohnern (Stand: 1. Januar 2022) im Département Deux-Sèvres in der Region Nouvelle-Aquitaine (vor 2016: Poitou-Charentes). Sie gehört zum Arrondissement Niort und zum Kanton Saint-Maixent-l’École. Die Einwohner werden Saputiens genannt.

## Geographie
Saivres liegt etwa 14 Kilometer nordöstlich von Niort am Fluss Chambon. Umgeben wird Saivres von den Nachbargemeinden Saint-Georges-de-Noisné im Norden, Exireuil im Nordosten und Osten, Saint-Maixent-l’École im Süden, Azay-le-Brûlé im Süden und Südwesten sowie Augé im Westen.

## Bevölkerungsentwicklung
| Jahr                       | 1962 | 1968 | 1975 | 1982 | 1990 | 1999 | 2006 | 2019 |
| Einwohner                  | 1453 | 1108 | 957  | 1057 | 1162 | 1174 | 1262 | 1391 |
| Quellen: Cassini und INSEE |      |      |      |      |      |      |      |      |

## Sehenswürdigkeiten
- Kirche Saint-Pierre
- Schloss L'Herbaudière aus dem 16./17. Jahrhundert, seit 1994 Monument historique

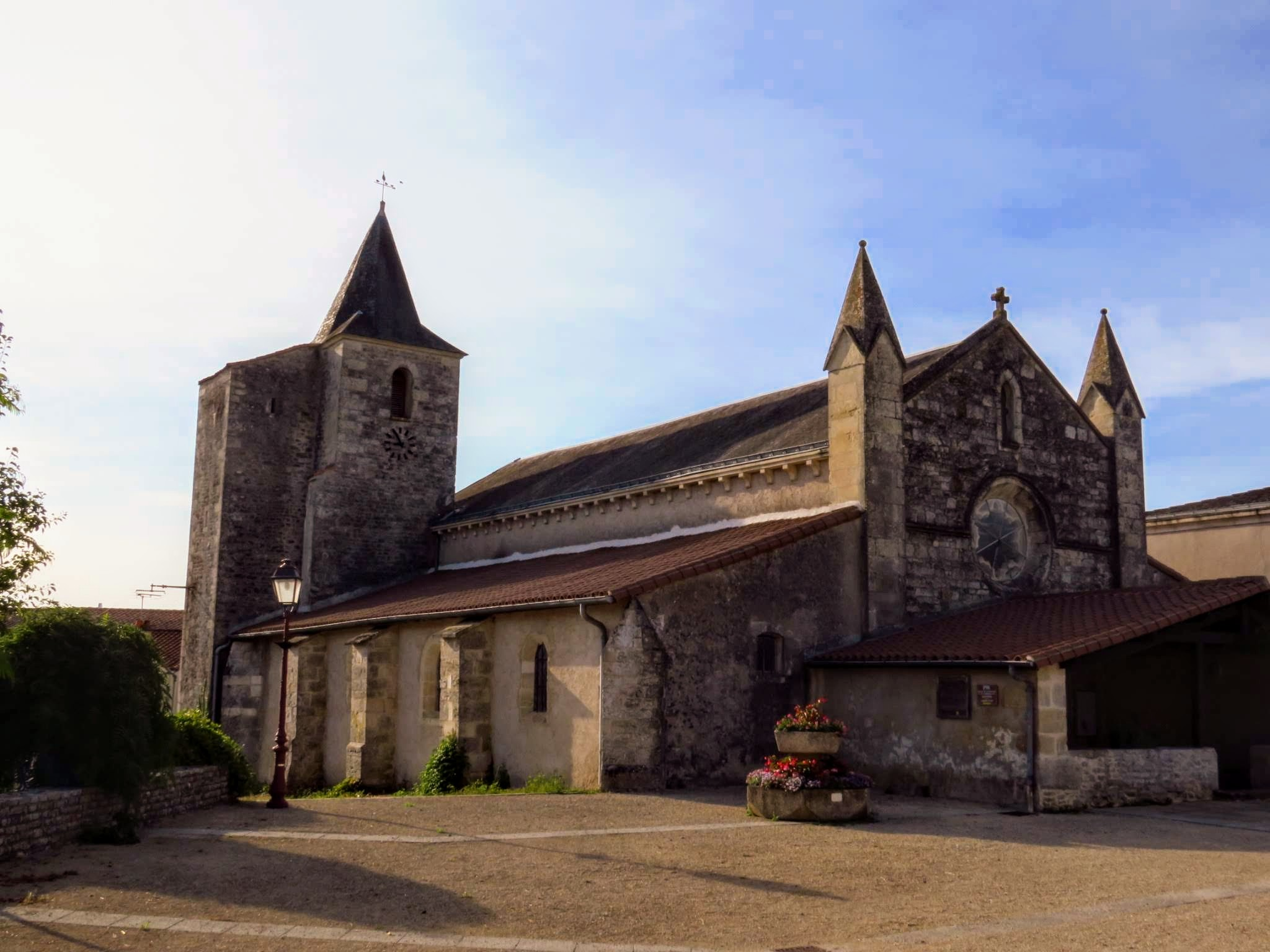
Kirche Saint-Pierre

- Schloss La Roche Nesde
- Schloss Saugé
- Schloss Russay
- Schloss Beauregard

## Persönlichkeiten
- Louis-Eugène Faucher (1874–1964), General
- Louis Descartes (1951–1991), Automobilrennfahrer und Rennstallbesitzer